# Fahrenheit (jeu vidéo)
Pour les articles homonymes, voir Fahrenheit (homonymie).
Fahrenheit (connu sous le nom Indigo Prophecy aux États-Unis) est un jeu vidéo d'aventure développé par le studio français Quantic Dream et publié par Atari en 2005.
Une version remasterisée intitulée Fahrenheit: 15th Anniversary Edition est prévue sur Playstation 4 pour 2021.

## Synopsis
Le jeu prend place en 2009 à New York, sous une interminable tempête de neige. Lucas Kane, un banal employé de banque, entre soudainement dans un état de transe et poignarde un homme dans les toilettes d'un diner. Revenu à lui, il panique et s'enfuit. Carla Valenti, l'officier de police chargé de résoudre le meurtre, part à sa recherche, aidée de son adjoint, Tyler Miles.
Mais pour ces trois protagonistes, les évènements vont bientôt avoir des conséquences qu'aucun ne soupçonnait. Rapidement, le paranormal s'en mêle et l'affaire prend une envergure mondiale. Sur fond de prophétie millénaire (d'où le Indigo Prophecy (« Prophétie indigo ») du titre américain), le jeu propose de partager la vie des trois personnages pour comprendre ce qu'il se trame,.

## Système de jeu
(juin 2017).
Le jeu semble vouloir apporter un vent de fraîcheur au milieu des jeux d'aventure. Tout d'abord, que ce soit dans la mise en scène, les cadrages, les scènes d'actions, tout semble montrer à quel point les développeurs ont voulu faire dans le plus cinématographique possible. Un exemple frappant réside dans l'utilisation fréquente d'un écran splité, à la manière de la série des 24 heures chrono, pour montrer les agissements de plusieurs personnages à la fois.
Une autre innovation tient dans le fait de faire évoluer l'histoire sous deux points de vue différents : celui de l'assassin et des enquêteurs. Le joueur incarne donc tour à tour ces trois personnages pour permettre de comprendre le pourquoi du meurtre. Deux aventures évoluent ainsi en parallèle pour se rencontrer inévitablement vers la fin. Le jeu utilise de plus un système de bending stories, c'est-à-dire que l'aventure peut se jouer d'une multitude de manières différentes, changeant plus ou moins certains événements de l'histoire. Le joueur est ainsi libre de cacher l'arme du crime avec Lucas, de réussir le portrait robot de l'assassin avec Tyler, etc.
Également, pour rendre plus humains les personnages, le jeu a intégré un petit côté Sims. Chaque personnage possède un état de santé mentale, symbolisé par une échelle de 100 points. Chacune de leurs actions ont une influence plus ou moins prononcée sur celui-ci. La fatigue ou la peur réduit le moral de 20 points, tandis que prendre un café ou faire un brin de toilette l'augmente de 5. Pour tenir le coup face à cette affaire, les protagonistes doivent se changer les idées de temps en temps au risque de finir dépressif, fou, ou suicidaire. Il y a donc une confrontation permanente entre les moments du quotidien et les scènes horrifiques.
De temps à autre, le jeu passe en mode action. Plusieurs mini-jeux peuvent alors être proposé, plus ou moins difficiles selon le mode de difficulté choisi : 
- Le Track & Field qui consiste à appuyer alternativement sur deux touches du clavier le plus vite possible. Il matérialise l’effort musculaire que le héros doit accomplir durant cet instant.
- Le Motion Physical Action Reaction (ou MPAR) où le joueur doit appuyer sur la bonne touche lorsqu'une certaine couleur s'allume (un peu à la manière du jeu de société Simon). Il y a une certaine cohérence entre le moment où les couleurs s'allument et ce qui se passe à l'écran.

Il existe également quelques variantes à ces deux modes. Néanmoins, les puristes des jeux d'aventures reprochent à ces scènes d'être trop présentes et d'empiéter du coup sur la partie aventure.
Des entorses sont également faites aux autres règles imputables à ce genre. Ainsi, la méthode du Pointer-et-cliquer, plus fréquemment utilisé pour interagir avec l'environnement, a disparu au profit d'une utilisation de la souris censé reproduire simplistement les gestes du bras. Le système d'inventaire a également été supprimé, et donc les énigmes pas toujours logiques qui s'ensuivaient. De même, lors des phases de discussions, le joueur doit souvent choisir lui-même, en un temps limité, la réponse que son personnage fournira, rejoignant le concept de bending stories cité ci-dessus. De même, les choix n'influent pas sur le déroulement de l'histoire, très linéaire.

## Personnages
Lucas Kane : Administrateur du réseau informatique d'une grande banque new-yorkaise, amateur de Shakespeare et mélancolique à cause de la fin de son histoire avec sa petite amie, Lucas est l'archétype de l'homme ordinaire jusqu'à ce qu'une force qu'il ne s'explique pas le pousse à massacrer un homme dans les toilettes d'un petit restaurant. Paniqué, il s'enfuit peu avant que son crime ne soit découvert. Une fois à tête plus ou moins reposée, il décide d'essayer de ne pas éveiller les soupçons sur lui en se maintenant une façade de vie normale, tout en recherchant activement les explications de son geste. Sa voix française est assurée par Jean-Pierre Michaël.
Carla Valenti : Jeune inspectrice très zélée, célibataire, elle est chargée d'une enquête sur un meurtre commis dans un restaurant. Bien que tout laisse supposer aux agissements d'un fou, elle sent très vite qu'il se trame quelque chose de bien plus fort là-dessous. Françoise Cadol la double en français.
Tyler Miles : Partenaire de Carla, partagé entre son envie de faire régner la justice et sa fiancée qui lui implore de trouver un travail moins dangereux. Il a grandi dans le Bronx avant de trouver sa voie dans la police. Assez insouciant, il apporte une touche d'humour à l'univers de jeu. Greg Germain assure sa voix en français.
Markus Kane : Frère aîné du meurtrier, lui et Lucas ne se parlent plus depuis longtemps. Chacun ayant des valeurs complètement opposées : tandis que Markus s'est tourné vers la religion en devenant curé, Lucas a décidé de ne pas croire en ces choses-là. La mésaventure dans le restaurant peut être l'occasion pour eux de se retrouver. À noter que le joueur est parfois amené à le contrôler. Doublé en version française par Stefan Godin.
Tiffany Harper : Ex-petite amie de Lucas depuis peu, quelques-unes de ses affaires traînent encore dans l'appartement de celui-ci. Terrifié par ce qu'il a fait, Lucas a besoin de réconfort et les gens vers qui se tourner sont rares. Encore lui reste-t-il à oser se confier. Le joueur ne la contrôle pas. Claire Guyot est sa voix française.
L'Oracle : Ce mystérieux personnage vêtu d'un imperméable dont la capuche lui couvre le visage semble avoir un lien direct avec le meurtre commis par Lucas. Le joueur le "contrôle" au cours de brefs passages où ses reflexes sont requis (de façon peu exigeante) pour assister en entier à des scènes de discussion entre l'Oracle et ses chefs anonymes. Ce personnage a pour voix française Pascal Renwick.
De par les quatre points de vue différents, le joueur ne s'identifie pas exactement aux personnages, l'effet recherché est plutôt de ressentir de l'attachement, de la sympathie pour eux. Un effet présent également au cinéma.

## Développement
Il a fallu au designer David Cage un an pour écrire le document complet de conception du jeu. Le script final est long de 2 000 pages. Le fait que le jeu utilise plusieurs points de vue a été inspiré par la série télévisée  24 '.  Cela a créé un défi technique considérable pour mettre en œuvre le jeu avec succès en raison des limitations de la mémoire de la PlayStation 2. Une équipe de près de 80 personnes ont travaillé sur le titre pendant environ deux ans. Un développement simultané a eu lieu sur trois plateformes (PS2, Xbox and PC.)

## Musiques
La musique tient une place importante dans l'ambiance de Fahrenheit. Elle a été composée par Angelo Badalamenti, compositeur de musique de film qui travaille notamment avec David Lynch (Twin Peaks: Fire Walk with Me, Mulholland Drive).
Si une partie de la musique se veut inquiétante, fantastique, l'autre partie de la musique est composée de titres très funky groove, elle intervient notamment lorsqu'on dirige Tyler, qui a une attitude beaucoup plus détendue vis-à-vis de l'enquête, à l'opposé des autres personnages.
Une grosse importance a été accordée aux doublages. Dans la version française, on retrouve notamment les comédiens attitrés des acteurs de cinéma Keanu Reeves (Lucas Kane), Angelina Jolie (Carla Valenti) (VF : Françoise Cadol), Sarah Michelle Gellar (Tiffany Harper) et Will Smith (Tyler Miles) (VF : Greg Germain).
Dans la bande-originale on retrouve aussi des musiques de Theory of a Deadman, avec notamment le titre Santa Monica, et de Martina Topley-Bird, avec le titre Sandpaper Kisses.

## Voix originales
- David Gasman : Lucas Kane, Tyler Miles, Capitaine de Police, Gars Allemand, voix de Radio
- Paul Bandey : Bogart, Anton, Professeur Kuriakin, Doug, Coroner, Takéo, Garde de Sécurité, Soldier
- Sharon Mann : Samantha Malone, Kate Morrison, Markus Kane jeune, Mary Kane, télévision de l'evangelist, Operateur, Operateur de la maladie
- Douglas Rand : Marcus Kane, intelligence
- Christian Erickson (en) : Oracle, Garrett, John, Orderly
- Jodi Forrest : Tiffany, Agatha, Reporteur de l'ocean
- Matthew Géczy : Tommy
- Mike Marshall : Martin McCarthy, Sergent Mitchell, John Kane
- Thomas Pollard
- Barbara Scaff : Carla Valenti, Curt
- Jimmy Shuman : Frank, Radio du JT,
- Allan Wenger : Policier, Reporteur
- Elizabeth Fournier
- David Cage : lui-même